# 垂木勉
垂木勉（日语：／ Tareki Tsutomu，1958年3月8日—），日本男性配音員、演員、旁白。出身於北海道夕張市。身高178cm。B型血。

## 簡介
北海道夕張高等學校、桐朋學園藝術短期大學演劇科畢業。現為個人事務所The Universe代表，以前所屬的經紀公司有東京俳優生活協同組合、Velvet Office。

### 來歷
垂木從高中時期開始參加舞台公演，1978年從桐朋學園藝術短期大學演劇科畢業後，加入安部公房工作室以演員身份出道。並在安部公房芥川獎得獎作品改編舞台劇《S·業氏的犯罪》飾演主角S·業氏獲得拔擢。其後該舞台作品在美國的聖路易、華盛頓、芝加哥、紐約、丹佛等5大都市進行巡迴公演。1979年，因安部公房工作室解散，於是他選擇進入私塾受教1年，從此正式投入配音、旁白解說的工作。1981年，加入聲優經紀公司東京俳優生活協同組合（簡稱俳協）。1999年，與俳協的同行參加小型經紀公司Velvet Office的成立活動。
從1991年2月朝日電視台開播的「超級戰隊系列」《鳥人戰隊噴射人》擔任全季的旁白以來，發揮出輕妙尚且變換自在的語調是垂木的特色。而這也使他成為人熟悉具知識性和透露出屈指可數的知性派旁白。不僅如此，他積極在各種類型電視節目中常態擔任，鞏固了在旁白解說界的重要地位。
2008年10月1日，垂木自行就任執行董事，從Velvet Office獨立，成立株式會社The Universe。目前主要在商業電視台的單發特別節目和正規節目從事旁白的工作。
演員事業方面，曾在1991年4月的電視劇《誰都不愛》最終回與吉田榮作、山口智子等人一起客串。

## 演出（旁白、配音員）

### 電視節目
粗體字表示現在負責節目。
日本電視台
- The Sunday（日语：ザ・サンデー） 體育單元（飾演川上憲伸）
- 中井正廣的黑色綜藝（日语：中井正広のブラックバラエティ）
- 勇者的體育場 日本職棒珍貴Play集（日语：勇者のスタジアム・プロ野球好珍プレー）
- WORLD☆RECORDS（日语：ワールド☆レコーズ）
- 超大型歷史學院史無前例！從日本1億3000萬人口百選出最喜歡的偉人（日语：超大型歴史アカデミー史上初!1億3000万人が選ぶニッポン人が好きな偉人ベスト100）
- 新聞女王決定戰（日语：ニュースの女王決定戦）
- 新裝開店！SHOW by 2（日语：クイズ世界はSHOW by ショーバイ!!）
- OJISANS ELEVEN（日语：オジサンズ11）
- （不定期擔任）
- 第353全國高校問答大賽（日语：全国高等学校クイズ選手権）
- K-1 JAPAN系列
- THE獨家星期日（日语：THE独占サンデー）
- 幸福結婚相談所（日语：シアワセ結婚相談所）
- A（日语：A (テレビ番組)）
- 原來如此！高校（－2011年9月，旁白）

朝日電視網
- 朝日電視台
  - 阿Q猜謎王!!（日语：クイズプレゼンバラエティー Qさま!!）
  - 大膽MAP（日语：大胆MAP）
  - 快感MAP（日语：快感MAP）
  - 關8比賽中
  - 拜託了！排行榜 GOLD（日语：お願い!ランキング）
  - 北野武的禁斷大暴露!! 超常現象(秘)X檔案（日语：ビートたけしの禁断の大暴露!!超常現象(秘)Xファイル）（旁白）
  - 必拍錄影帶!! 主角就是你（日语：必撮ビデオ!!あんたが主役）（旁白）

- 朝日放送
  - （2007年1月2日，第4彈／代替木村匡也（日语：木村匡也）演出）

TBS電視網
- TBS
  - 挑戰冠軍王系列
  - ZONE（日语：ZONE (テレビ番組)）
  - 德光和夫的感動重逢"想見你"（日语：徳光和夫の感動再会"逢いたい"）
  - 世界超S級危險生物精選（特別節目）
  - 天（日语：天 (テレビ番組)）　
  - 人類觀察學製作公司（日语：ニンゲン観察バラエティ モニタリング）

- MBS
  - Japan 47ch→Japan 47ch Super！（日语：ジャパーン47ch）

富士電視網
- 富士電視台
  - 魁！音樂排行榜
  - 搞笑藝人好歌王座決定戰特輯（日语：お笑い芸人歌がうまい王座決定戦スペシャル）
  - 北野武的日本教育白書（日语：たけしの日本教育白書）
  - 週五PREMIUM（日语：金曜プレミアム）

- 東海電視台
  - 發現！興奮MY TOWN（日语：発見!わくわくMY TOWN）

- BS富士
  - 增田改裝車展（日语：増田オートサロン）

東京電視台
- 100萬元到我家（日语：ココリコミリオン家族）
- 週日大綜藝（日语：日曜ビッグバラエティ）
- VARIETY SEVEN（日语：バラエティ7）
- 週六特輯（日语：土曜スペシャル）

NHK系列
- Animegiga（日语：アニメギガ）（NHK-BS2）
- 大！天才兒童MAX（NHK教育，2011年－2014年，旁白）

### 角色配音
- WIN（日语：WIN (テレビ番組)）（日本電視台）－小WIN、旁白 ※名義。
- （日本電視台）－惑星放送高級專員
- 中井正廣的黑色綜藝（日语：中井正広のブラックバラエティ）（日本電視台）－、人面石君 等多數
- （TBS）－企鵝君

### 露面演出
- Black Wide Show（日语：ブラックワイドショー）（日本電視台）－惑星播出高級專員
- 所喬治的日本實話銀行（日语：所さんの日本ジツワ銀行）（日本電視台）－
- 中居正廣的怪談圖書館（日语：中居正広のミになる図書館）（朝日電視台）
- （日本電視台）

## 配音員

### 電視動畫
1998年
- 星際牛仔（Punch）

2012年
- 哆啦A夢 (水田山葵版)（世界紀錄石）

2016年
- 戰鬥陀螺Burst（旁白）

2017年
- 戰鬥陀螺Burst God（旁白）

### OVA
1998年
- 青之6號（山田[4]）

### 電影動畫
2001年
- 星際牛仔：天國之門（Punch）

2009年
- 天外奇蹟（播報員）

### 遊戲
1998年
- JoJo的奇妙冒險（約翰·皮耶爾·波魯納雷夫（日语：ジャン＝ピエール・ポルナレフ）、阿雷西）

1999年
- JoJo的奇妙冒險 未來的遺產（約翰·皮耶爾·波魯納雷夫&阿奴比斯二刀流的波魯納雷夫、阿雷西）

2005年
- 星際牛仔 追憶的夜曲（Punch）

### 特攝影集
1991年
- 鳥人戰隊噴射人（旁白）

1994年
- Blue SWAT（旁白、的配音）

2015年
- 烈車戰隊特急者 VS 強龍者 THE MOVIE（忍忍者各種操作系統的配音）
- 手裏劍戰隊忍忍者（旁白、各種操作系統的配音[5]）

2016年
- 歸來的手裏劍戰隊忍忍者 忍忍女孩VS男孩 FINAL WARS（各種操作系統的配音[6]）

### 其它
- 兒童布偶劇場（日语：こどもにんぎょう劇場）「衣索普與狐狸」（衣索普）

## 演出（演員）

### 電視劇
- （MBS）—飾 渡邊
- 來自北國 最終回（富士電視台）
- （富士電視台、東映）
- 誰都不愛（日语：もう誰も愛さない）（富士電視台）—飾 王的部下

### 舞台
- S·業氏的犯罪（日语：壁 (小説)#第一部・S・カルマ氏の犯罪）（安部公房工作室公演，1978年）—飾 S·業氏

## 外部連結
- 株式會社The Universe公式官網 （日語）
- 株式會社The Universe公式官網的聲優簡介（页面存档备份，存于） （日語）